# 신드계 미국인
신드계 미국인(신드어: آمريڪي سنڌي)은 신드인 혈통의 미국인 또는 미국 거주자이다. 이들은 인도계 미국인과 파키스탄계 미국인의 하위 그룹이다.

## 인구 통계
현재의 파키스탄에 위치한 영국령 인도의 신드 지역에서 유래한 신드계 미국인들은 힌두교 또는 이슬람교를 믿는다. 특히 인도 공화국에서 이주한 일부는 힌두교를 믿는다. 2010년 미국 인구 조사에서 약 7,000명의 개인이 신드어를 모국어로 보고했다. 미국 내 신드인 디아스포라의 총 인구는 50,000명 이상으로 추정된다. 이 공동체는 다양한 미국 도시에 퍼져 있으며, 동해안에 상당한 인구가 분포한다.

2000년 인구 조사에 따른 신드인 인구가 많은 미국 주.

## 문화
체티 찬드와 같은 신드 축제는 매년 성대하게 기념된다. 미국 신드학 연구소(AIS)는 신드의 역사와 문화유산, 고대 인더스 문명을 연구하는 미국 내 신드학 비영리 연구소이다.

## 단체 및 정치
신드계 미국인들은 사회적, 정치적으로 활동적이며, 수많은 지역사회 및 정치 지향 단체를 결성했다. 이들은 미국의 국내 정치뿐만 아니라 신드 정치 및 파키스탄의 전반적인 정치에 관심을 유지한다. 파키스탄 인민당은 미국에 지역 지부를 두고 있으며, 많은 신드인들이 참여하고 있다. 세계 신드 연구소는 1997년에 설립된 인권 단체로, 워싱턴 D.C.에 기반을 두고 있다. 세계 신드 의회(WSC)는 미국 지부를 통해 인권 옹호 및 디아스포라 사이에서 신드 정치적 이익 증진에 참여한다. G. M. 사이드 기념 위원회는 휴스턴에 기반을 둔 단체로, 신드 민족주의 지도자 G.M. 사이드의 이념을 홍보한다. 또한 신드계 미국인 정치 행동 위원회(SAPAC)와 신드 모니터와 같은 미국 의회 중심의 로비 단체도 있다.
이 외에도 여러 지역사회 단체 및 협회가 있다. 북미 신드 협회(SANA)는 북아메리카에 거주하는 신드인들의 가장 큰 단체 중 하나이다. 다른 신드 단체로는 미국 영국 신드 의료 네트워크(ABSMN)와 여러 주 기반 협회로 구성된 미주 신드 협회 연합 등이 있다.

## 저명한 인물
틀:Americans

### 인도 출신 신드계 미국인
- 사비르 바티아, 사업가이자 핫메일 창립자[17]
- 니라지 케믈라니, 언론인
- 라지 키란 메타니, 볼리우드 배우
- 라제시 미르찬다니, 텔레비전 언론인
- 라지브 모트와니, 컴퓨터 과학자
- 라메시 발와니, 테라노스 전 사장 겸 최고 운영 책임자
- 레슈마 케왈라마니, 버텍스 파마슈티컬 최고 경영자
- 사찰 바산다니, 재즈 가수
- 산제이 굽타, 신경외과 의사이자 의료 언론인
- 리티카 바지라니, 시인이자 교육자
- 우메시 바지라니, 컴퓨터 과학자
- 비자이 바지라니, 컴퓨터 과학자
- 리차 무르자니, 배우

### 파키스탄 출신 신드계 미국인
- 알리 S. 아사니, 학자
- 압둘-마지드 부르그리, 컴퓨터 과학자
- 익발 테이바, 배우
- 쿠마일 난지아니, 배우이자 스탠드업 코미디언
- 사프다르 사르키, 정치 활동가
- 굴 아가, 컴퓨터 과학자
- 솜리 알리, 배우이자 활동가

## 같이 보기
- 아시아계 미국인
- 파키스탄계 미국인
  - 발루치계 미국인
  - 파슈툰계 미국인
  - 펀자브계 미국인
- 인도계 미국인